# Orbiter
Orbiter este un simulator de zbor spațial gratuit pentru Windows creat de Dr Martin Schweiger, specialist in computere la University College, Londra. Prima versiune a apărut pe 27 noiembrie 2000, simulatorul ajungând în prezent la versiunea 060929 (29 septembrie 2006).

## Despre simulator
Orbiter este un simulator de zbor spațial, care permite entuziaștilor zborurilor spațiale să iși realizeze visul de a zbura. Deși Orbiter nu este eliberat sub o licenta tip open source, autorul reținându-și codul sursa, un mare număr de utilizatori contribuie la dezvoltarea proiectului prin numeroase addon-uri si documente. În simulator, accentul cade asupra pilotării  unei nave spațiale, fie ea ficționala sau nu. Utilizatorul poate străbate sistemul solar cu ajutorul a numeroase nave, printre care se numără naveta spațiala americana Atlantis sau nava SF Delta-glider, "mascota" programului.
Orbiter este capabil să recreeze zboruri spațiale care au făcut istorie, precum cele din programul Apollo. Este bine ca începătorii să învețe să zboare cu navele fictive, care sunt capabile de accelerații mari si permit călătorii rapide între planete.
Singurii parametri care definesc un motor sunt accelerația pe care o poate crea și rata de consum a combustibilului, putându-se astfel simula orice, de la pânze solare, motoare de rachetă obișnuite, până la nave cu motoare ionice dintr-un viitor îndepărtat. Orice tip de zbor poate fi simulat, de la planarea in atmosfera Pământului sau a lui Marte până la zboruri suborbitale și călătorii interplanetare. De asemenea, simulatorul permite andocarea cu o Stația Spațiala Internațională (sau orice altă navă), sau se poate simula recuperarea unui satelit. Cu ajutorul addon-urilor utilizatorul isi poate construi propria stație spatială.
Sistemul solar din Orbiter este format din Soare si cele 8 planete. Pluto, asteroizii sau cometele nu sunt incluse in distribuția de bază, dar pot fi adăugați cu ajutorul addon-urilor. Deși Orbiter deține o bază de date cu 100.000 de stele, acestea au un scop pur decorativ, călătoriile interstelare neputând fi simulate deocamdată în Orbiter. 
Pentru a se putea orienta in vastitatea spatiului, utilizatorul are la îndemână "modul planetariu", in care se pot vizualiza coordonatele ecliptice și celeste, alături de o hartă a constelațiilor și alte indicii. Apoi, etichetele care identifică un anumit obiect din sistemul solar pot fi setate sa apară doar de la o anumită distanța fața de obiect, in funcție de tipul acestuia. Un ultim artificiu ar fi poziționarea acestor etichete pe suprafața unei planete, putând fi vizualizate astfel aspecte interesante (geografice, geologice etc.)
După cum însusi autorul lui declară, Orbiter tinde să fie un simulator cât mai realist, diferit de jocurile gen "arcade". Mișcarea planetelor și a sateliților lor, efectele gravitaționale, spațiul și zborul atmosferic sunt modelate adecvat. Fizica spațiala și mecanica orbitală pot fi complicate, iar "panta" invățării poate fi foarte abruptă pentru cei neobișnuiți cu fizica sau cu simulatoarele de zbor. Pentru că simulatorul are la bază fizica newtoniană, călătoria cu viteza luminii nu ține cont de efectele relativiste. În plus, unele experimente au aratat că programul devine mai puțin stabil la asemenea viteze exorbitante, imposibil de atins cu mijloacele actuale. 
În Orbiter, interfața cu utilizatorul se realizează cu ajutorul afișajelor multifuncționale (abrevierea engleză este MFD - Multi Functional Display) și un HUD (linii virtuale, paralele, asemănătoare cu afișajul dintr-un avion modern de vânătoare). MFD-urile permit vizualizarea diferitelor instrumente, in functie de necesitatile utilizatorului (de exemplu, în atmosferă se pune pe MFD instrumentul "Surface", în orbită instrumentul "Orbit" etc). Acest mod de afișare are avantajul de a oferi un câmp vizual larg, neobstrucționat. Pentru unele nave s-au realizat cockpit-uri (carlingi) 3D sau panouri instrumentale în 2D. Acestea din urmă permit utilizatorului să selecteze cu mouse-ul diferitele comenzi. Cockpit-ul virtual permite mișcarea capului și vizualizarea bordului, oferind imagini unice.

## Sunet
Pachetul standard al Orbiter nu conține sunet. Totuși, acesta poate fi adăugat prin intemediul unui addon popular numit Orbiter Sound. Acesta adaugă sunetele specifice din cabină (transmisii radio, sunetele motorului ș.a.). Atunci când camera este externă, toate sunetele dispar (in spațiu sunetul nu se poate propaga), un artificiu excelent.

## Nave
Distribuția standard a Orbiter cuprinde atât nave reale cât și fictive: Delta-glider și Delta-glider-S, Shuttle-A, Shuttle-PB, Dragonfly, stația lunara Lunar Wheel, Atlantis (nava spațială), fosta stație spațiala MIR, ISS, , telescopul spațial Hubble etc.

## Addon-uri
De-a lungul anilor Orbiter a atras un număr apreciabil de oameni, care se intâlnesc pe diferite forumuri. Deși codul-sursă nu este divulgat, un API (Application Programming Interface) complex permite pasionaților să contribuie, prin addon-uri, la îmbunătățirea experienței în simulator. Multe nave spațiale sunt astfel realizate: satelitul rusesc Vostok, misiunile Apollo, etc.